# Exalaria
Exalaria é um gênero de plantas pertencentes à família Orchidaceae.